# أم عطاء مولاة الزبير بن العوام
أم عطاء صحابية جَليلة مِن رواة الحديث، وكانَت مولاة للزُبير بن العوام.

## ما جاء عنها
قال أبو عمر عنها: لها صحبة ورواية. وقال عنها ابن حجر العسقلاني: أما الصُّحبةُ فصحيحه، وأما الرواية فقد روت عن مولاها الزُّبير.
من أحاديثها التي روتها عن الزبير بن العوام:
عن عبد الله بن عطاء مولى الزُّبير بن العوَّام، عن أمِّه وجدَّته أم عطاء؛ قالت: لكأنا ننظر إلى الزُّبير بن العوَّام حين أتانا على بغلة بيضاء، فقال: يا أم عطاء؛ إِن رسول الله صلَّى الله عليه وآله وسلَّم قد نهى المسلمين أن يأكلوا من لحوم نُسْكهم فوق ثلاث، فقالت: كيف نصنع بما أهدي لنا؟ فقال: «أَمَّا مَا أُهْدِيَ لَكُمْ فَشَأْنُكُمْ».